# هنري لويس (رسام)
هنري لويس (بالإنجليزية: Henry Lewis)‏ هو دبلوماسي ورسام أمريكي، ولد في 1819 في بريطانيا العظمى في المملكة المتحدة، وتوفي في 16 سبتمبر 1904 في دوسلدورف في ألمانيا.

## روابط خارجية
- هنري لويس على موقع الموسوعة البريطانية (الإنجليزية)